# Topshelf Open 2014 - Qualificazioni singolare femminile
Le qualificazioni del singolare femminile del Topshelf Open 2014 sono state un torneo di tennis preliminare per accedere alla fase finale della manifestazione. I vincitori dell'ultimo turno sono entrati di diritto nel tabellone principale. In caso di ritiro di uno o più giocatori aventi diritto a questi sono subentrati i lucky loser, ossia i giocatori che hanno perso nell'ultimo turno ma che avevano una classifica più alta rispetto agli altri partecipanti che avevano comunque perso nel turno finale.

## Giocatrici

### Teste di serie
1. Mona Barthel (qualificata)
2. Coco Vandeweghe (qualificata)
3. Irina-Camelia Begu (primo turno)
4. Julia Glushko (qualificata)

1. Shahar Peer (primo turno)
2. Alison Van Uytvanck (ultimo turno)
3. Urszula Radwańska (ultimo turno)
4. Kristina Mladenovic (ultimo turno)

### Qualificate
1. Mona Barthel
2. Coco Vandeweghe

1. Ol'ga Govorcova
2. Julia Glushko

## Tabellone

### Sezione 1
|  | Primo turno | Primo turno            | Primo turno            | Primo turno | Primo turno |  |  | Ultimo turno | Ultimo turno      | Ultimo turno      | Ultimo turno | Ultimo turno |  |
|  |             |                        |                        |             |             |  |  |              |                   |                   |              |              |  |
|  | 1           | Mona Barthel           | Mona Barthel           | 7           | 6           |  |  |              |                   |                   |              |              |  |
|  |             | Dinah Pfizenmaier      | Dinah Pfizenmaier      | 6           | 2           |  |  | 1            | Mona Barthel      | Mona Barthel      | 6            | 6            |  |
|  |             | Lourdes Domínguez Lino | Lourdes Domínguez Lino | 1           | 4           |  |  | 7            | Urszula Radwańska | Urszula Radwańska | 3            | 2            |  |
|  | 7           | Urszula Radwańska      | Urszula Radwańska      | 6           | 6           |  |  |              |                   |                   |              |              |  |

### Sezione 2
|  | Primo turno | Primo turno         | Primo turno         | Primo turno | Primo turno |  |  | Ultimo turno | Ultimo turno        | Ultimo turno | Ultimo turno | Ultimo turno |  |
|  |             |                     |                     |             |             |  |  |              |                     |              |              |              |  |
|  | 2           | Coco Vandeweghe     | Coco Vandeweghe     | 6           | 6           |  |  |              |                     |              |              |              |  |
|  |             | Nicole Melichar     | Nicole Melichar     | 2           | 4           |  |  | 2            | Coco Vandeweghe     | 6            | 2            | 6            |  |
|  |             | Eléni Daniilídou    | Eléni Daniilídou    | 1           | 2           |  |  | 8            | Kristina Mladenovic | 2            | 6            | 4            |  |
|  | 8           | Kristina Mladenovic | Kristina Mladenovic | 6           | 6           |  |  |              |                     |              |              |              |  |

### Sezione 3
|  | Primo turno | Primo turno         | Primo turno         | Primo turno | Primo turno |  |  | Ultimo turno | Ultimo turno        | Ultimo turno | Ultimo turno | Ultimo turno |  |
|  |             |                     |                     |             |             |  |  |              |                     |              |              |              |  |
|  | 3           | Irina-Camelia Begu  | Irina-Camelia Begu  | 3           | 69          |  |  |              |                     |              |              |              |  |
|  |             | Ol'ga Govorcova     | Ol'ga Govorcova     | 6           | 7           |  |  |              | Ol'ga Govorcova     | 6            | 3            | 6            |  |
|  | WC          | Demi Schuurs        | Demi Schuurs        | 1           | 2           |  |  | 6            | Alison Van Uytvanck | 2            | 6            | 3            |  |
|  | 6           | Alison Van Uytvanck | Alison Van Uytvanck | 6           | 6           |  |  |              |                     |              |              |              |  |

### Sezione 4
|  | Primo turno | Primo turno            | Primo turno            | Primo turno | Primo turno |  |  | Ultimo turno | Ultimo turno  | Ultimo turno | Ultimo turno | Ultimo turno |  |
|  |             |                        |                        |             |             |  |  |              |               |              |              |              |  |
|  | 4           | Julia Glushko          | Julia Glushko          | 6           | 6           |  |  |              |               |              |              |              |  |
|  |             | Arantxa Parra Santonja | Arantxa Parra Santonja | 2           | 4           |  |  | 4            | Julia Glushko | 6            | 5            | 6            |  |
|  | WC          | Arantxa Rus            | Arantxa Rus            | 6           | 6           |  |  | WC           | Arantxa Rus   | 4            | 7            | 1            |  |
|  | 5           | Shahar Peer            | Shahar Peer            | 4           | 2           |  |  |              |               |              |              |              |  |